# Bolbitie jaune-d'œuf
Bolbitius titubans, Bolbitius vitellinus
Espèce
La Bolbitie jaune-d'œuf (Bolbitius titubans, syn. Bolbitius vitellinus) est une espèce de champignons basidiomycètes de la famille des bolbitiacées.

## Taxonomie
Le nom scientifique complet (avec auteur) de ce taxon est Bolbitius titubans (Bull.) Fr..
L'espèce a été initialement classée dans le genre Agaricus sous le basionyme Agaricus titubans Bull..
Ce taxon porte en français le nom vernaculaire ou normalisé suivant : bolbitie jaune-d'oeuf.
Bolbitius titubans a pour synonymes :
- Agaricus boltonii Pers.
- Agaricus equestris Bolton
- Agaricus flavidus Bolton
- Agaricus fragilis L.
- Agaricus luteolus Lasch
- Agaricus titubans Bull.
- Agaricus vitellinus Pers.
- Bolbitius boltonii (Pers.) Fr.
- Bolbitius flavidus Massee
- Bolbitius fragilis (L.) Fr.
- Bolbitius luteolus Fr.
- Bolbitius titubans var. olivaceus (Quél.) Arnolds
- Bolbitius titubans var. variicolor (G.F.Atk.) Krieglst.
- Bolbitius titubans var. vitellinus (Pers.) Courtec.
- Bolbitius variecolor Atk.
- Bolbitius variicolor G.F.Atk.
- Bolbitius variicolor var. svalbardensis Hauskn., Weholt, Bendiksen & Krisai
- Bolbitius vitellinus (Pers.) Fr.
- Bolbitius vitellinus subsp. titubans (Bull.) Konrad & Maubl.
- Bolbitius vitellinus var. fragilis (L.) J.Favre

## Description et habitat
Il possède un  petit chapeau, peu charnu, ovoïde ou campanulé conique, de couleur jaune citron à jaune doré au début. Ensuite il s’étale  (2 à 5 cm de diamètre), s’éclaircit à l’exception de son centre qui garde sa couleur vive, et se fendille profondément  à la marge. Enfin, il se dessèche et prend une couleur ocre rouille. Les lames minces et serrées de couleur blanchâtre deviennent rouille vif en vieillissant. Le pied creux (4-11 cm x 1-4mm) blanc à sommet jaune clair, souvent entièrement floconneux est très fragile. La chair mince, ne dégage pas d’odeur particulière. Le sporophore pousse de l'été à la fin de l'automne sur les sols gras et fumés.

## Comestibilité
Aucun intérêt, à rejeter.

## Galerie

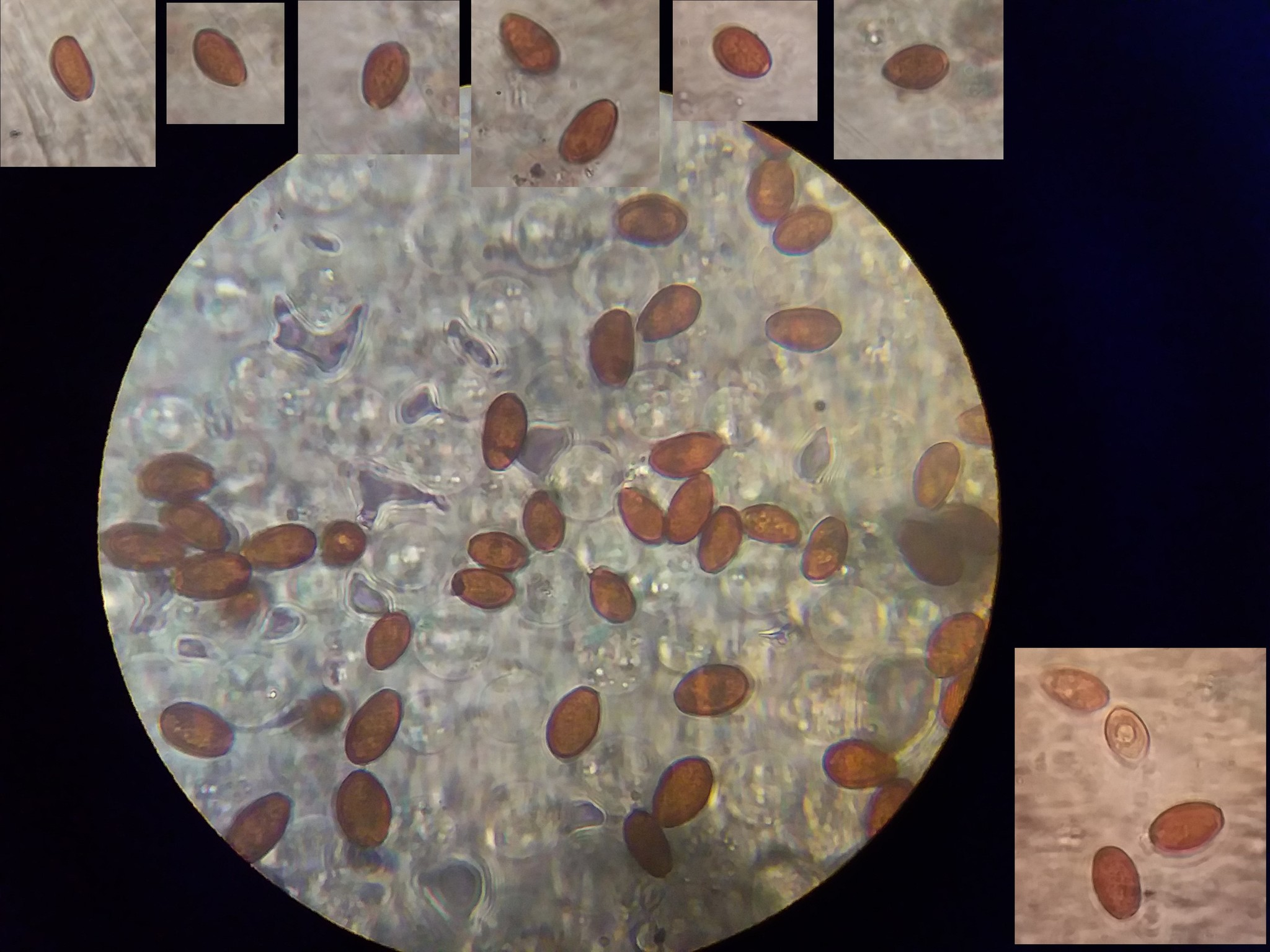
Spores de Bolbitie jaune-d'œuf.
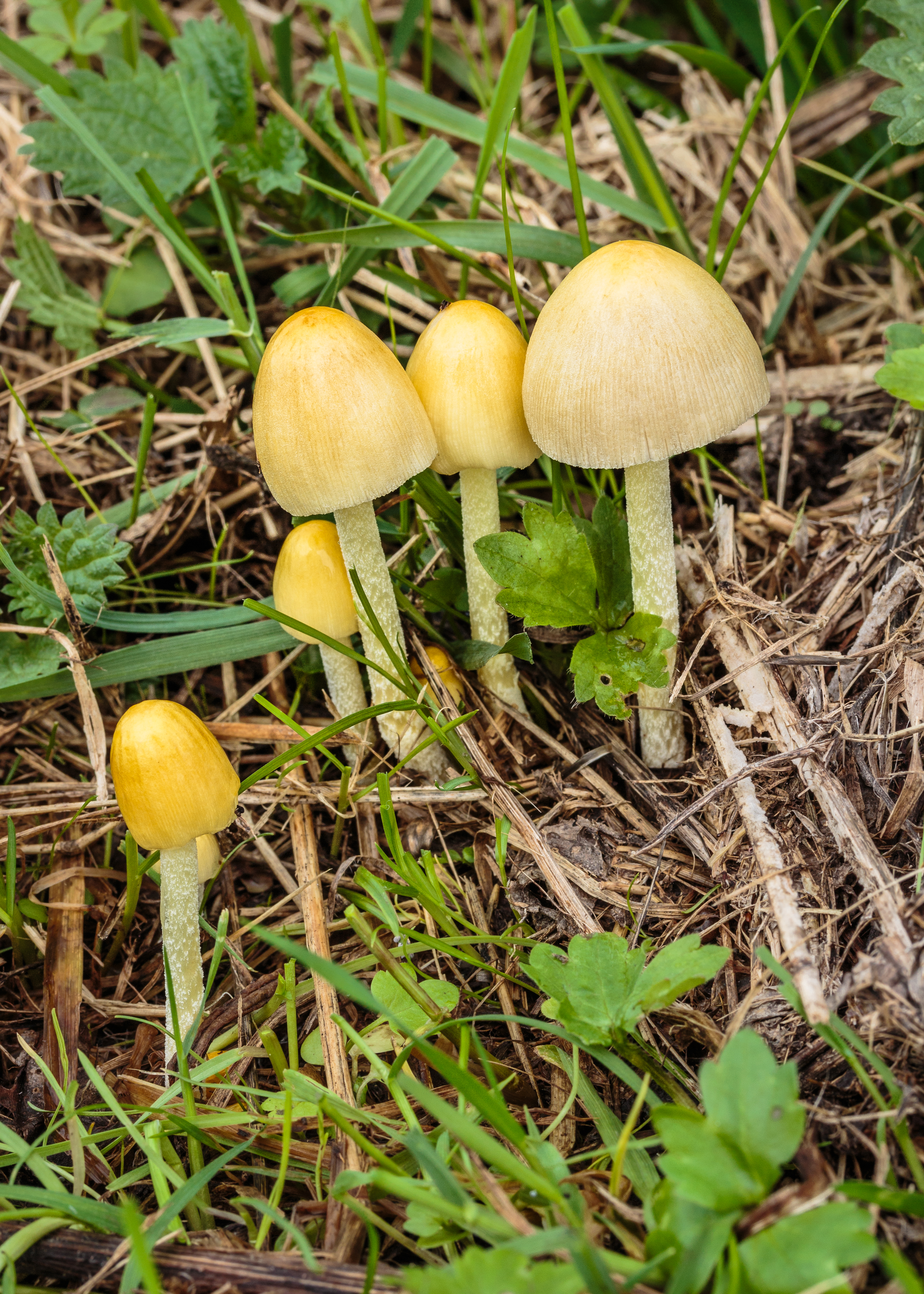
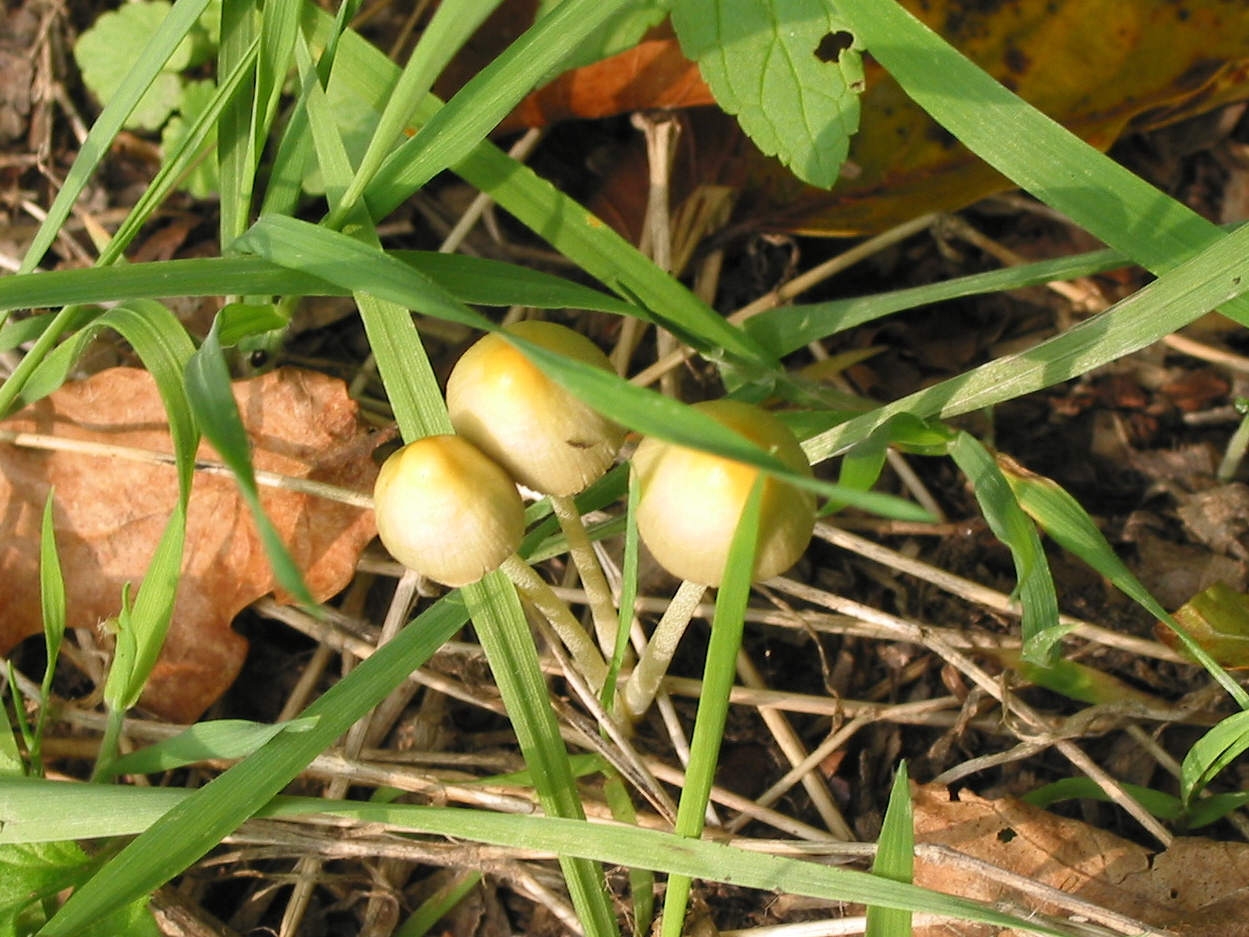
Bolbitius vitellinus.
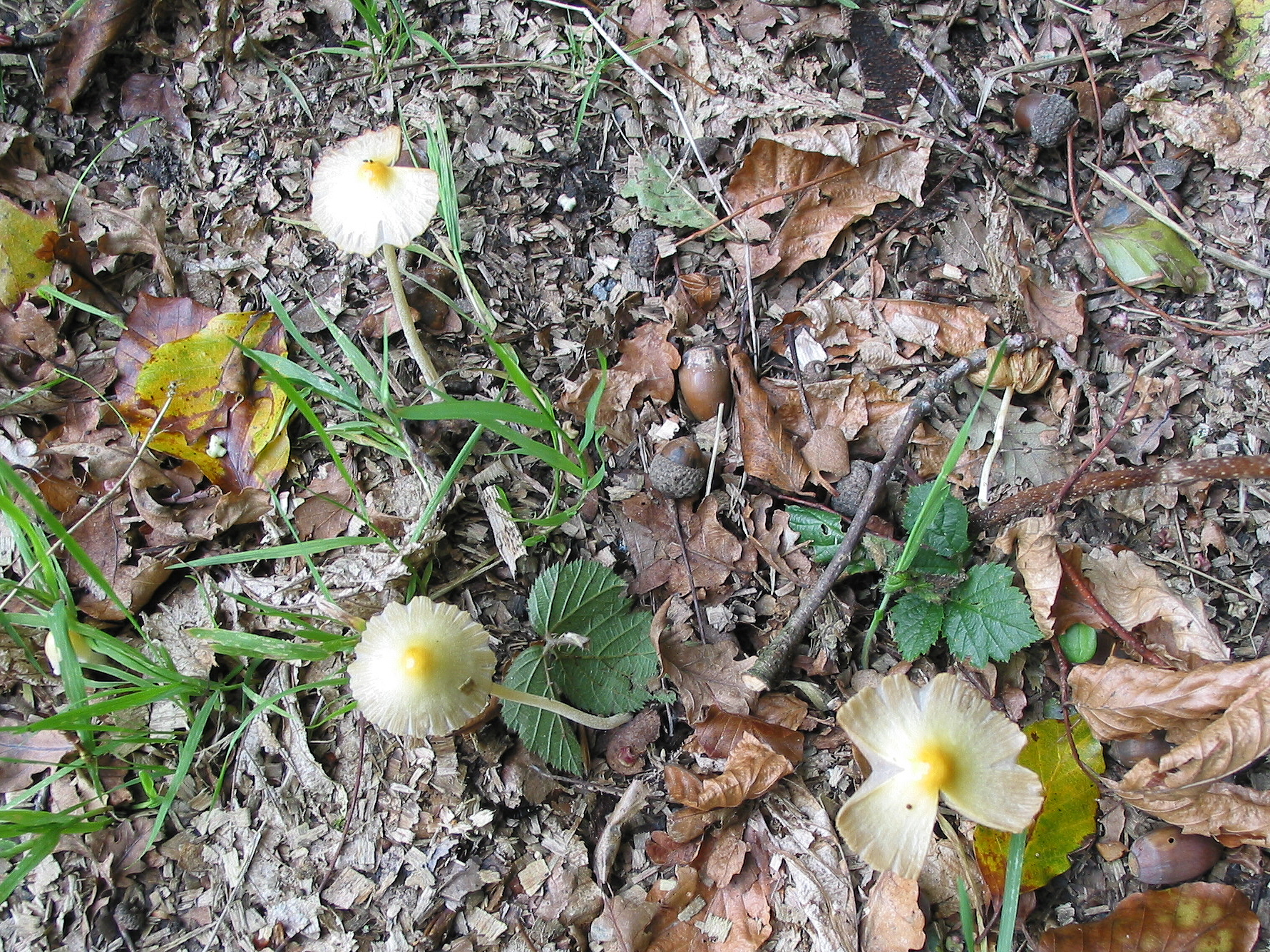
Bolbitius vitellinus.
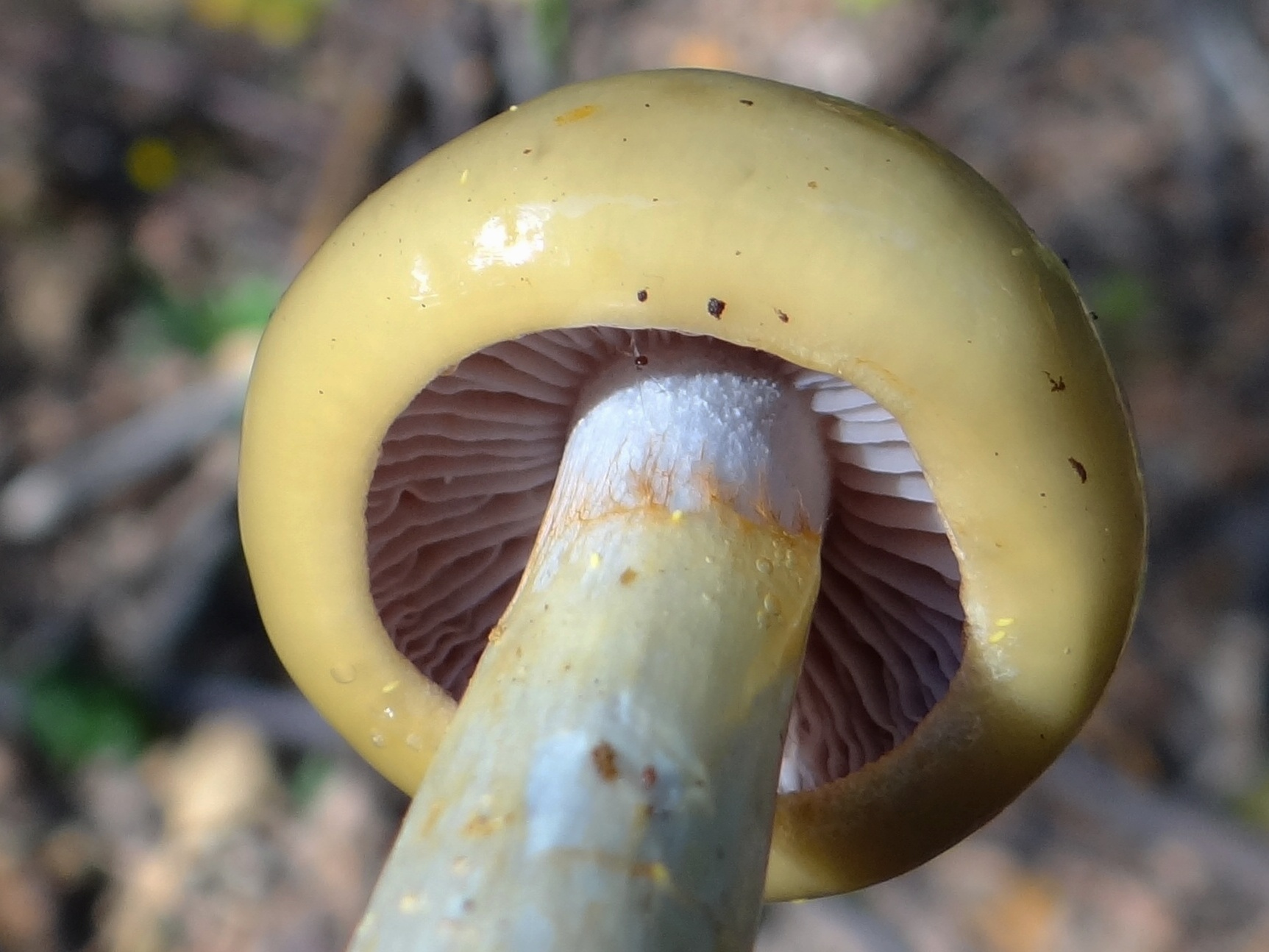
Lamelles de Bolbitie jaune-d'œuf (jeune).
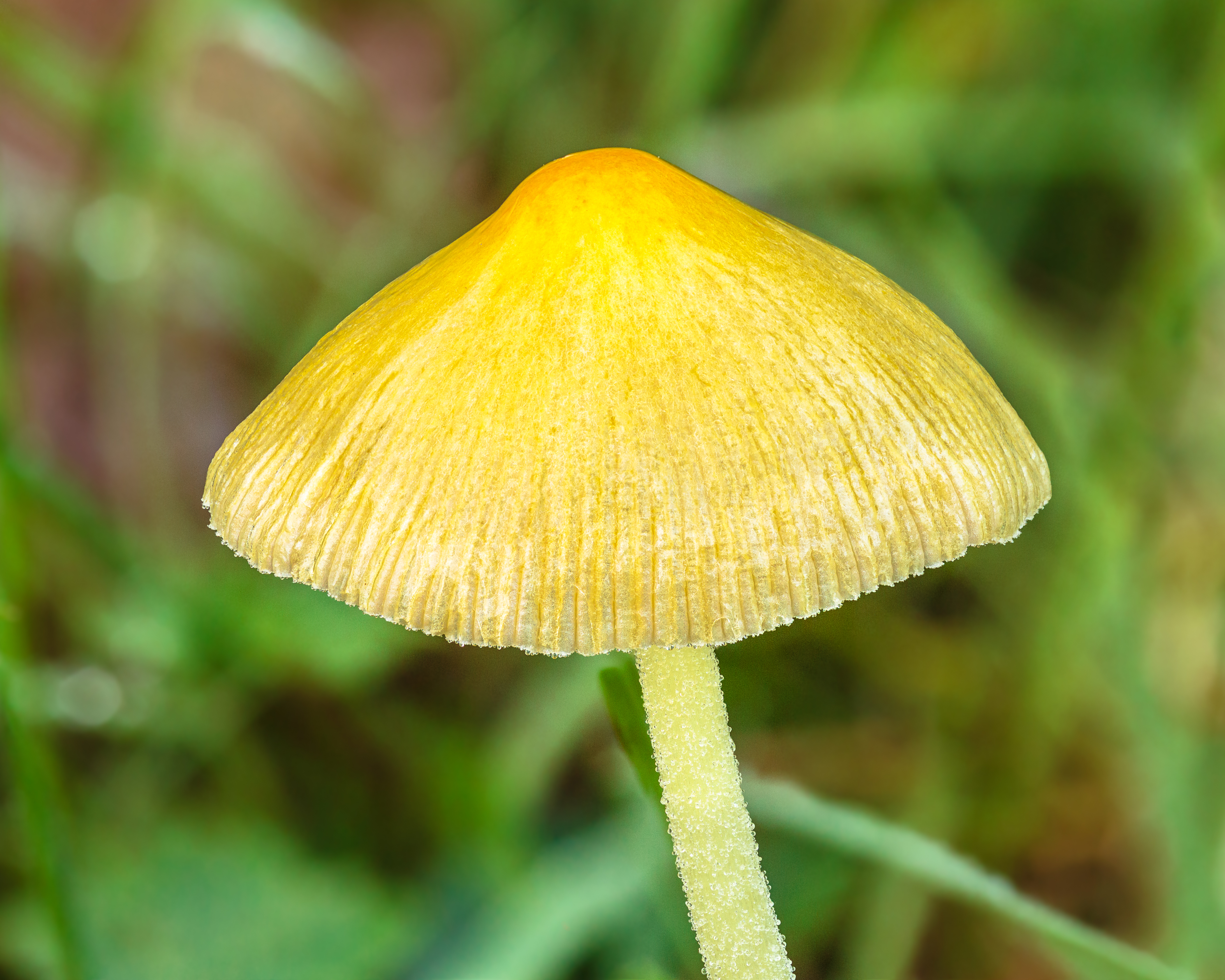
Sporophore de Bolbitie jaune-d'œuf.